# Astro Lounge
| Оценки критиков               | Оценки критиков |
| Источник                      | Оценка          |
| ----------------------------- | --------------- |
| AllMusic                      | [ 3 ]           |
| Alternative Press             | 4/5             |
| Christgau's Consumer Guide    | [ 5 ]           |
| Entertainment Weekly          | B               |
| Los Angeles Times             | [ 6 ]           |
| Q                             | [ 7 ]           |
| Rolling Stone                 | [ 8 ]           |
| The Rolling Stone Album Guide | [ 9 ]           |
| Spin                          | 7/10            |
| USA Today                     | [ 11 ]          |

Astro Lounge — второй студийный альбом американской рок-группы Smash Mouth, выпущенный в 1999 году. Содержит песню «All Star», достигшую 4 места в U.S. Billboard Hot 100, и попавшую в саундтрек фильмов Шрек и Таинственные люди.
Альбом был весьма успешен в Северной Америке. В США пластинка стала трижды платиновой, в то время как в Канаде — лишь единожды удостоилась этого статуса.
Некоторые песни с пластинки — «Then the Morning Comes» и «Can't Get Enough of You, Baby» также стали коммерчески успешными.

## Список композиций
Автором песен является Грег Камп, кроме случаев, где указаны примечания.
1. «Who’s There» — 3:33
2. «Diggin' Your Scene» — 3:10
3. «I Just Wanna See» (Грег Камп, Пол Де Лисл) — 3:45
4. «Waste» — 3:27
5. «All Star» — 3:21
6. «Satellite» — 3:39
7. «Radio» — 3:21
8. «Stoned» — 4:10
9. «Then the Morning Comes» — 3:04
10. «Road Man» — 2:31
11. «Fallen Horses» (Грег Камп, Стив Харвелл, Пол Де Лисл, Кевин Колеман, Майкл Клоостер) — 4:06
12. «Defeat You» — 3:54
13. «Come On Come On» (Грег Кам, Стив Харвелл) — 2:33
14. «Home» — 3:12
15. «Can't Get Enough of You, Baby» (Сэнди Линзер, Дэнни Рэнделл) — 2:30